# Bend
Bend és una població dels Estats Units i seu del comtat de Deschutes a l'estat d'Oregon. Segons el cens del 2020 tenia 99.178 habitants.

## Demografia
Segons el cens del 2000, Bend tenia 52.029 habitants, 21.062 habitatges, i 13.395 famílies. La densitat de població era de 627,4 habitants per km².
Dels 21.062 habitatges en un 31,9% hi vivien nens de menys de 18 anys, en un 50,2% hi vivien parelles casades, en un 9,7% dones solteres, i en un 36,4% no eren unitats familiars. En el 26,1% dels habitatges hi vivien persones soles el 8,6% de les quals corresponia a persones de 65 anys o més que vivien soles. El nombre mitjà de persones vivint en cada habitatge era de 2,42 i el nombre mitjà de persones que vivien en cada família era de 2,92.
Per edats la població es repartia de la següent manera: un 24,5% tenia menys de 18 anys, un 10,2% entre 18 i 24, un 31,1% entre 25 i 44, un 21,9% de 45 a 60 i un 12,4% 65 anys o més.
L'edat mediana era de 35 anys. Per cada 100 dones de 18 o més anys hi havia 95,6 homes.
La renda mediana per habitatge era de 40.857$ i la renda mediana per família de 58.800$. Els homes tenien una renda mediana de 33.377$ mentre que les dones 25.094$. La renda per capita de la població era de 21.624$. Aproximadament el 6,9% de les famílies i el 10,5% de la població estaven per davall del llindar de pobresa.

## Poblacions més properes
El següent diagrama mostra les poblacions més properes.